# Ken Rolston
Ken Rolston es un diseñador estadounidense de videojuegos, juegos de tablero y juegos de rol. Se le conoce sobre todo por su trabajo en el juego de rol Star Wars (editado por West End Games) y el éxito de los videojuegos de rol The Elder Scrolls. 
En febrero de 2007, en lugar de retirarse después de 25 años de trabajo en el diseño de juegos, eligió unirse a la compañía de videojuegos Big Huge Games en tanto que diseñador en jefe para diseñar un nuevo juego de rol que saldrá a la venta en el 2009.